# Studley Roger
Studley Roger est un village et une paroisse civile du Yorkshire du Nord, en Angleterre.
Le mot stōd signifie un enclos ou une étable pour les chevaux, et lēah désigne une forêt, un bois, une clairière ou un espace dégagé.